# Guillermo de Croy (arzobispo)
Guillermo de Croÿ (Ducado de Borgoña h. 1497 - Worms, Alemania, 6 de enero de 1521), religioso de origen flamenco, fue arzobispo de Toledo desde 1517 hasta 1521.

## Biografía
Guillermo de Croÿ era sobrino de Guillermo de Croy, sieur de Chièvres (castellanizado Xevres), privado, político y consejero de Carlos I de España. Estudió en Lovaina con Juan Luis Vives, el célebre humanista. Fue creado cardenal por el papa León X en el consistorio del 1 de abril de 1517. Además de cardenal, Guillermo era a la sazón y con 20 años de edad obispo de Cambrai, siendo poco después obispo de Coria.
El 8 de noviembre de 1517 fallecía el arzobispo de Toledo, Francisco Jiménez de Cisneros. El Arzobispado de Toledo era el más rico e importante de Castilla, ostentando la primacía sobre las demás diócesis del reino. Su rival principal a ocupar la sede toledana era Alonso de Aragón, Arzobispo de Zaragoza e hijo ilegítimo de Fernando II de Aragón. Finalmente, el apoyo del rey a Guillermo hizo que este obtuviera el cargo. Aun así, tuvo varias obstáculos que entorpecían su nombramiento, el más notable, las normas dictadas por Isabel I de Castilla que prohibían la concesión de oficinas eclesiásticas a extranjeros. El 14 de noviembre de 1517 y a instancias de monsieur de Xevres, el rey naturalizó castellano a su sobrino, consiguiendo evitar este obstáculo legal. León X por su parte le concedió un indulto el 12 de octubre que lo liberaba de residir en territorio diocesano, como ya había ocurrido cuando fue nombrado obispo de Coria.
Este suceso fue escandaloso en Castilla. Cisneros había sido universalmente respetado mientras que el nuevo arzobispo era un joven extranjero desconocido. Los representantes en las Cortes de Valladolid de 1518 protestaron ante este nombramiento. Entre otras cosas se pidió que no se naturalizara castellanos a más extranjeros y que el arzobispo residiera en su sede. El rey ignoró la petición, por lo que Guillermo nunca vivió en Toledo. Este ultraje fue uno de los muchos detonantes de la Guerra de las Comunidades de 1520.

### Fallecimiento
Murió en Worms en 1521, aproximadamente a los 24 años de edad a consecuencia de la caída de un caballo en una cacería. Había acompañado al emperador Carlos a esta ciudad, donde se habían convocado las cortes para tratar asuntos con Martín Lutero. Fue sepultado en la iglesia de san Pedro de Lovaina. Al principio, la fecha de su muerte se tomó incorrectamente como 11 de enero. Alonso de Fonseca y Ulloa fue nombrado nuevo arzobispo de Toledo en 1523. Poca piedad se mostró hacia Croÿ en Castilla. Un relato contemporáneo de Alonso de Santa Cruz, historiador real del rey Felipe II, dijo que "fue un juicio justo de Dios que ni Croy gozó del arzobispado ni fue restaurado el marqués". (Diego López Pacheco, el marqués de Villena, había sido uno de los muy pocos nobles que apoyaban el nombramiento de William, probablemente en un intento de ganar el favor del anciano de Croÿ, pero no logró recuperar sus tierras perdidas).